# Lista de desene animate Popeye (King Features Syndicate)
Această listă cuprinde desenele animate cu Popeye Marinarul produse în intermediul companiei "King Features Syndicate" și făcute pentru televiziune, din 1960 până în 1963. Acestea au fost făcute sub mai multe studiouri de animație, printre care: Larry Harmon Pictures, Rembrandt Films, Gerald Ray Studios, Jack Kinney Productions și Paramount Cartoon Studios.

## Lista episoadelor (220)

### Larry Harmon Pictures
- Muskels Shmuskels
- Floppy Jalopy
- Dead-Eye Popeye
- Mueller's Mad Monster
- Caveman Capers
- Bullfighter Bully
- Ace of Space
- College of Hard Knocks
- Abominable Snowman
- Ski Jump Chump
- Irate Pirate
- Foola-Foola Bird
- Uranium on the Cranium
- Two-Faced Paleface
- Childhood Daze
- Sheepish Sheepherder
- Track Meet Cheat
- Crystal Ball Brawl

### Rembrandt Films/Halas and Batchelor
- Interrupted Lullaby
- Sea No Evil
- From Way Out
- Seeing Double
- Swee'pea Soup
- Hag Way Robbery
- The Lost City of Bubble-on
- No Space Like Home
- Potent Lotion
- Astro-Nut
- Goon with the Wind
- Insultin' the Sultan
- Dog Gone Dog Catcher
- Voice from the Deep
- Matinee Idol Popeye
- Beaver or Not
- The Billionaire
- Model Muddle
- Which is Witch
- Disguise the Limit
- Spoil Sport
- Have Time Will Travel
- Intellectual Interlude
- Partial Post
- Weight for Me
- Canine Caprice
- Roger
- Tooth Be or Not Tooth Be

### Gerald Ray Studios
- Where's There a Will
- Take it Easel
- I Bin Sculped
- Fleas a Crowd
- Popeye's Junior Headache
- Egypt Us
- The Big Sneeze
- The Last Resort
- Jeopardy Sheriff
- Baby Phase

### Jack Kinney Productions
- Battery Up
- Deserted Desert
- Skinned Divers
- Popeye's Service Station
- Coffee House
- Popeye's Pep-Up Emporium
- Bird Watcher
- Time Marches Backward
- Popeye's Pet Store
- Ballet de Popeye
- Sea Hagacy
- Spinach Shortage
- Popeye and the Dragon
- Popeye and the Fireman
- Popeye's Pizza Palace
- Down the Hatch
- Lighthouse Keeping
- Popeye and the Phantom
- Popeye's Picnic
- Out of This World
- Madame Salami
- Timber Toppers
- Skyscraper Capers
- Private Eye Popeye
- Little Olive Riding Hood
- Popeye's Hypnotic Glance
- Popeye's Trojan Horse
- Frozen Feuds
- Popeye's Corn Cherto
- Westward Ho-Ho-Ho
- Popeye's Cool Pool
- Jeep Jeep
- Popeye's Museum Pieces
- Golf Brawl
- Wimpy's Lunch Wagon
- Weather Watchers
- Popeye and the Magic Hat
- Popeye and the Giant
- Hill-Billy-Dilly
- Pest of the Pecos
- The Blubbering Whale
- Popeye and the Spinach Stalk
- Shoot the Chutes
- Tiger Burger
- Bottom Gun
- Olive Drab and the Seven Sweapeas
- Blinkin' Beacon
- Aztec Wreck
- The Green Dancin' Shoes
- Spare Dat Tree
- The Glad Gladiator
- The Golden Touch
- Hamburger Fishing
- Popeye the Popular Mechanic
- Popeye's Folly
- Popeye's Used Car
- Spinachonara
- Popeye and the Polite Dragon
- Popeye the Ugly Ducklin'
- Popeye's Tea Party
- The Troll Wot Got Gruff
- Popeye the Lifeguard
- Popeye in the Woods
- After the Ball Went Over
- Popeye and Buddy Brutus
- Popeye's Car Wash
- Camel-Aire
- Plumber's Pipe Dream
- Popeye and the Herring Snatcher
- Invisible Popeye
- The Square Egg
- Old Salt Tale
- Jeep Tale
- The Super Duper Market
- Golden-Type Fleece
- Popeye the White Collar Man
- Swee'pea Through the Looking Glass
- The Black Knight
- Jingle Jangle Jungle
- The Day Blinky Went Blozo
- Rip van Popeye
- Mississippi Sissy
- Double Cross Country Feet Race
- Fashion Fotography
- I Yam What I Yamnesia
- Paper Pasting Pandemonium
- Coach Popeye
- Popeyed Columbus
- Popeye Revere
- Popeye in Haweye
- Forever Ambergris
- Popeye De Leon
- Popeye Fisherman
- Popeye in the Guard Steeplechase
- Uncivil War
- Popeye the Piano Mover
- Popeye's Testimonial Dinner
- Round the World in 80 Ways
- Popeye's Fixit Shop
- Bell Hop Popeye
- Barbecue for Two

### Paramount Cartoon Studios
- Hits and Missiles
- Seer-ing Is Believer-ing
- The Ghost Host
- Strikes, Spares n' Spinach
- Jeep is Jeep
- The Spinach Scholar
- Psychiatricks
- Rags to Riches to Rags
- Hair Cut-ups
- Poppa Popeye
- Quick Change
- The Valley of the Goons
- Me Quest for Poopdeck Pappy
- Mopey Hick
- Mirror Magic
- It Only Hurts When They Laugh
- Wimpy the Moocher
- Voo-Doo to You Too
- Popeye Goes Sale-ing
- Popeye's Travel
- Incident at Missile City
- Dog Catcher Popeye
- What's News
- Spinach Greetings
- Baby Contest
- Oil's Well That Ends Well
- Motor Knocks
- Amusement Park
- Duel to the Finish
- Gem Jam
- Bathing Beasts
- The Rain Breaker
- Messin' Up the Mississippi
- Love Birds
- Sea Serpent
- Boardering on Trouble
- Aladdin's Lamp
- Butler Up
- The Leprechaun
- County Fair
- Hamburgers Aweigh
- Popeye's Double Trouble
- Kiddie Kapers
- The Mark of Zero
- Myskery Melody
- Scairdy Cat
- Operation Ice-Tickle
- The Cure
- William Won't Tell
- Pop Goes the Whistle
- Autographically Yours
- A Poil for Olive Oyl
- My Fair Olive
- Giddy Gold
- Strange Things Are Happening
- The Medicine Man
- A Mite of Trouble
- Who's Kidding Zoo
- Robot Popeye
- Sneaking Peeking
- The Wiffle Bird's Revenge
- Going... Going... Gone
- Popeye Thumb
- The Baby Contest